# أفضل هداف دولي في العالم 1991
قائمة هدّاف العالم لعام 1991 بحسب ما أعلن الاتحاد الدولي لتاريخ وإحصائيات كرة القدم، وجاءت القائمة لابراز الهدافين خلال العام، كما هو موضح في الجدول التالي .
| التصنيف | لاعب              | البلد     | الإجمالي | اهدافه في المنتخب | اهدافه في الاندية | النادي                  |
| ------- | ----------------- | --------- | -------- | ----------------- | ----------------- | ----------------------- |
| 1       | جان بيار بابان    | فرنسا     | 16       | 7                 | 9                 | مرسيليا                 |
| 2       | غابرييل باتيستوتا | الأرجنتين | 12       | 6                 | 6                 | بوكا جونيورز، فيورنتينا |
| 3       | داركو بانكيف      | يوغسلافيا | 12       | 6                 | 6                 | النجم الأحمر            |
| 4       | غاري لينيكر       | إنجلترا   | 11       | 9                 | 2                 | توتنهام هوتسبر          |
| 5       | ماجدوي            | أوغندا    | 11       | 8                 | 3                 | فيلا كمبالا             |
| 6       | دين سوندرز        | ويلز      | 11       | 2                 | 9                 | ديربي كاونتي، ليفربول   |
| 7       | غاوتشو            | البرازيل  | 11       | 0                 | 11                | فلامينغو ريغاتاس        |
| 8       | ديان سافيدجيفيدج  | يوغسلافيا | 10       | 5                 | 5                 | النجم الأحمر            |

## مواضيع ذات صلة
- أفضل هدّاف العالم
- كرة قدم
- رياضة